# Lasioglossum caspicum
Lasioglossum caspicum is een vliesvleugelig insect uit de familie Halictidae. De wetenschappelijke naam van de soort is voor het eerst geldig gepubliceerd in 1874 door Morawitz.